# Pauga Lalau
Pauga Lalau (* 5. Oktober 1975 in Saanapu) ist ein ehemaliger samoanischer Boxer.

## Erfolge
Lalau trat bei den Olympischen Sommerspielen 2000 in Sydney an und kämpfte im Schwergewichtswettbewerb. Gegen Sultan-Achmed Ibragimow schied er dabei in der ersten Runde aus.
Er war auch Fahnenträger bei der Eröffnungszeremonie.